# Llista d'asteroides/185101-185200
| Nom      | Designació provisional | Data de descobriment   | Lloc de descobriment | Descobridor/s         |
| -------- | ---------------------- | ---------------------- | -------------------- | --------------------- |
| 185101 - | 2006 SX19              | 19 de setembre de 2006 | OAM                  | OAM                   |
| 185102 - | 2006 SE20              | 16 de setembre de 2006 | Catalina             | CSS                   |
| 185103 - | 2006 SV20              | 16 de setembre de 2006 | Anderson Mesa        | LONEOS                |
| 185104 - | 2006 SJ21              | 16 de setembre de 2006 | Anderson Mesa        | LONEOS                |
| 185105 - | 2006 SV23              | 18 de setembre de 2006 | Catalina             | CSS                   |
| 185106 - | 2006 SN27              | 16 de setembre de 2006 | Anderson Mesa        | LONEOS                |
| 185107 - | 2006 SA34              | 17 de setembre de 2006 | Catalina             | CSS                   |
| 185108 - | 2006 SM37              | 17 de setembre de 2006 | Kitt Peak            | Spacewatch            |
| 185109 - | 2006 SS45              | 18 de setembre de 2006 | Catalina             | CSS                   |
| 185110 - | 2006 SV46              | 19 de setembre de 2006 | Catalina             | CSS                   |
| 185111 - | 2006 SK47              | 19 de setembre de 2006 | Kitt Peak            | Spacewatch            |
| 185112 - | 2006 SK48              | 19 de setembre de 2006 | Kitt Peak            | Spacewatch            |
| 185113 - | 2006 SP48              | 16 de setembre de 2006 | Catalina             | CSS                   |
| 185114 - | 2006 SB49              | 18 de setembre de 2006 | Kitt Peak            | Spacewatch            |
| 185115 - | 2006 SV50              | 17 de setembre de 2006 | Anderson Mesa        | LONEOS                |
| 185116 - | 2006 SO54              | 18 de setembre de 2006 | Catalina             | CSS                   |
| 185117 - | 2006 SP54              | 18 de setembre de 2006 | Catalina             | CSS                   |
| 185118 - | 2006 SC55              | 18 de setembre de 2006 | Catalina             | CSS                   |
| 185119 - | 2006 SH57              | 17 de setembre de 2006 | Kitt Peak            | Spacewatch            |
| 185120 - | 2006 SD63              | 18 de setembre de 2006 | Anderson Mesa        | LONEOS                |
| 185121 - | 2006 SK63              | 20 de setembre de 2006 | Palomar              | NEAT                  |
| 185122 - | 2006 SB69              | 19 de setembre de 2006 | Kitt Peak            | Spacewatch            |
| 185123 - | 2006 SQ70              | 19 de setembre de 2006 | Kitt Peak            | Spacewatch            |
| 185124 - | 2006 SZ70              | 19 de setembre de 2006 | Kitt Peak            | Spacewatch            |
| 185125 - | 2006 ST73              | 19 de setembre de 2006 | Kitt Peak            | Spacewatch            |
| 185126 - | 2006 SZ74              | 19 de setembre de 2006 | Kitt Peak            | Spacewatch            |
| 185127 - | 2006 SY88              | 18 de setembre de 2006 | Kitt Peak            | Spacewatch            |
| 185128 - | 2006 SB93              | 18 de setembre de 2006 | Kitt Peak            | Spacewatch            |
| 185129 - | 2006 SF94              | 18 de setembre de 2006 | Kitt Peak            | Spacewatch            |
| 185130 - | 2006 SH96              | 18 de setembre de 2006 | Kitt Peak            | Spacewatch            |
| 185131 - | 2006 SM101             | 19 de setembre de 2006 | Catalina             | CSS                   |
| 185132 - | 2006 SV104             | 19 de setembre de 2006 | Kitt Peak            | Spacewatch            |
| 185133 - | 2006 SY110             | 21 de setembre de 2006 | Goodricke-Pigott     | R. A. Tucker          |
| 185134 - | 2006 SF112             | 22 de setembre de 2006 | Anderson Mesa        | LONEOS                |
| 185135 - | 2006 SP120             | 18 de setembre de 2006 | Catalina             | CSS                   |
| 185136 - | 2006 ST120             | 18 de setembre de 2006 | Catalina             | CSS                   |
| 185137 - | 2006 SG121             | 18 de setembre de 2006 | Catalina             | CSS                   |
| 185138 - | 2006 SE123             | 19 de setembre de 2006 | Catalina             | CSS                   |
| 185139 - | 2006 SS127             | 25 de setembre de 2006 | Kitt Peak            | Spacewatch            |
| 185140 - | 2006 SE129             | 17 de setembre de 2006 | Anderson Mesa        | LONEOS                |
| 185141 - | 2006 SS130             | 18 de setembre de 2006 | Calvin-Rehoboth      | Calvin College        |
| 185142 - | 2006 SE132             | 16 de setembre de 2006 | Catalina             | CSS                   |
| 185143 - | 2006 SJ138             | 20 de setembre de 2006 | Anderson Mesa        | LONEOS                |
| 185144 - | 2006 SY149             | 19 de setembre de 2006 | Kitt Peak            | Spacewatch            |
| 185145 - | 2006 SD155             | 22 de setembre de 2006 | Socorro              | LINEAR                |
| 185146 - | 2006 SS157             | 23 de setembre de 2006 | Kitt Peak            | Spacewatch            |
| 185147 - | 2006 SN159             | 23 de setembre de 2006 | Kitt Peak            | Spacewatch            |
| 185148 - | 2006 SJ160             | 23 de setembre de 2006 | Kitt Peak            | Spacewatch            |
| 185149 - | 2006 SX160             | 23 de setembre de 2006 | Kitt Peak            | Spacewatch            |
| 185150 - | 2006 SP161             | 23 de setembre de 2006 | Moletai              | MAO                   |
| 185151 - | 2006 SC189             | 26 de setembre de 2006 | Kitt Peak            | Spacewatch            |
| 185152 - | 2006 SK192             | 26 de setembre de 2006 | Mount Lemmon         | Mount Lemmon Survey   |
| 185153 - | 2006 SP192             | 26 de setembre de 2006 | Mount Lemmon         | Mount Lemmon Survey   |
| 185154 - | 2006 SJ195             | 26 de setembre de 2006 | Kitt Peak            | Spacewatch            |
| 185155 - | 2006 SA198             | 27 de setembre de 2006 | Goodricke-Pigott     | R. A. Tucker          |
| 185156 - | 2006 SN200             | 24 de setembre de 2006 | Kitt Peak            | Spacewatch            |
| 185157 - | 2006 SY203             | 25 de setembre de 2006 | Kitt Peak            | Spacewatch            |
| 185158 - | 2006 SC206             | 25 de setembre de 2006 | Kitt Peak            | Spacewatch            |
| 185159 - | 2006 SC212             | 26 de setembre de 2006 | Mount Lemmon         | Mount Lemmon Survey   |
| 185160 - | 2006 SY212             | 26 de setembre de 2006 | Kitt Peak            | Spacewatch            |
| 185161 - | 2006 SY214             | 27 de setembre de 2006 | Kitt Peak            | Spacewatch            |
| 185162 - | 2006 SD215             | 27 de setembre de 2006 | Kitt Peak            | Spacewatch            |
| 185163 - | 2006 SG216             | 27 de setembre de 2006 | Kitt Peak            | Spacewatch            |
| 185164 - | 2006 SL218             | 27 de setembre de 2006 | OAM                  | OAM                   |
| 185165 - | 2006 SK219             | 23 de setembre de 2006 | Kitt Peak            | Spacewatch            |
| 185166 - | 2006 SA224             | 25 de setembre de 2006 | Mount Lemmon         | Mount Lemmon Survey   |
| 185167 - | 2006 SP246             | 26 de setembre de 2006 | Mount Lemmon         | Mount Lemmon Survey   |
| 185168 - | 2006 SB252             | 26 de setembre de 2006 | Kitt Peak            | Spacewatch            |
| 185169 - | 2006 SG264             | 26 de setembre de 2006 | Kitt Peak            | Spacewatch            |
| 185170 - | 2006 SY279             | 28 de setembre de 2006 | Catalina             | CSS                   |
| 185171 - | 2006 SK280             | 29 de setembre de 2006 | Anderson Mesa        | LONEOS                |
| 185172 - | 2006 SP282             | 25 de setembre de 2006 | Anderson Mesa        | LONEOS                |
| 185173 - | 2006 SY283             | 26 de setembre de 2006 | Catalina             | CSS                   |
| 185174 - | 2006 SG284             | 27 de setembre de 2006 | Anderson Mesa        | LONEOS                |
| 185175 - | 2006 SB285             | 29 de setembre de 2006 | Anderson Mesa        | LONEOS                |
| 185176 - | 2006 SX291             | 21 de setembre de 2006 | Catalina             | CSS                   |
| 185177 - | 2006 SK303             | 27 de setembre de 2006 | Kitt Peak            | Spacewatch            |
| 185178 - | 2006 SP328             | 27 de setembre de 2006 | Kitt Peak            | Spacewatch            |
| 185179 - | 2006 SG332             | 28 de setembre de 2006 | Mount Lemmon         | Mount Lemmon Survey   |
| 185180 - | 2006 SQ341             | 28 de setembre de 2006 | Mount Lemmon         | Mount Lemmon Survey   |
| 185181 - | 2006 SD344             | 28 de setembre de 2006 | Kitt Peak            | Spacewatch            |
| 185182 - | 2006 SY344             | 28 de setembre de 2006 | Kitt Peak            | Spacewatch            |
| 185183 - | 2006 SP345             | 28 de setembre de 2006 | Kitt Peak            | Spacewatch            |
| 185184 - | 2006 SQ353             | 30 de setembre de 2006 | Catalina             | CSS                   |
| 185185 - | 2006 SF357             | 30 de setembre de 2006 | Catalina             | CSS                   |
| 185186 - | 2006 SV359             | 30 de setembre de 2006 | Catalina             | CSS                   |
| 185187 - | 2006 SN391             | 18 de setembre de 2006 | Catalina             | CSS                   |
| 185188 - | 2006 SM392             | 25 de setembre de 2006 | Kitt Peak            | Spacewatch            |
| 185189 - | 2006 SA393             | 27 de setembre de 2006 | Mount Lemmon         | Mount Lemmon Survey   |
| 185190 - | 2006 SA395             | 30 de setembre de 2006 | Catalina             | CSS                   |
| 185191 - | 2006 TB1               | 3 d'octubre de 2006    | Mount Lemmon         | Mount Lemmon Survey   |
| 185192 - | 2006 TV1               | 1 d'octubre de 2006    | Kitt Peak            | Spacewatch            |
| 185193 - | 2006 TW3               | 2 d'octubre de 2006    | Kitt Peak            | Spacewatch            |
| 185194 - | 2006 TY4               | 2 d'octubre de 2006    | Mount Lemmon         | Mount Lemmon Survey   |
| 185195 - | 2006 TX5               | 2 d'octubre de 2006    | Mount Lemmon         | Mount Lemmon Survey   |
| 185196 - | 2006 TR10              | 15 d'octubre de 2006   | Piszkéstető          | K. Sárneczky, Z. Kuli |
| 185197 - | 2006 TP13              | 10 d'octubre de 2006   | Palomar              | NEAT                  |
| 185198 - | 2006 TO23              | 11 d'octubre de 2006   | Kitt Peak            | Spacewatch            |
| 185199 - | 2006 TB25              | 12 d'octubre de 2006   | Kitt Peak            | Spacewatch            |
| 185200 - | 2006 TV25              | 12 d'octubre de 2006   | Kitt Peak            | Spacewatch            |